# Stade Sixto-Escobar
Pour les articles homonymes, voir Escobar.
Le Stade Sixto Escobar (en espagnol : Estadio Sixto Escobar, et en anglais : Sixto Escobar Stadium), auparavant connu sous le nom de Stade de San Juan (en espagnol : Estadio de San Juan, et en anglais : San Juan Stadium), est un stade omnisports (servant principalement pour le football et le baseball) portoricain situé à San Juan, la capitale de l'île.
Le stade, doté de 9 400 places et inauguré en 1935, sert d'enceinte à domicile à l'équipe de football du Club Atlético River Plate Porto Rico.
Le stade porte le nom de Sixto Escobar, ancienne gloire portoricaine de boxe anglaise.

## Histoire
À ses débuts, le stade de San Juan était utilisé comme stade d'entraînement printanier par le club de baseball de Ligue nationale des Cincinnati Reds (en 1935 et 1936).
En avril 1938, l'assemblée législative de Porto Rico vote pour le nom du stade et décide de le baptiser Stade Sixto Escobar, en hommage au premier boxeur de l'île à devenir champion du monde (une statue du boxeur trône aujourd'hui à l'entrée du stade).
Le club de baseball des Miami Marlins déménage à San Juan en 1961 et utilise le stade durant le début de la saison. L'affluence étant très peu nombreuse, le club déménage pour Charleston en Virginie-Occidentale le 19 mai 1961.
Les Cangrejeros de Santurce qui utilisaient le stade, déménagent à l'Estadio Hiram Bithorn en 1962.
Les Jeux panaméricains de 1979 se tiennent au stade.
En 2000, le stade accueille six matchs de la première et unique édition de la compétition de football du Copa de Puerto Rico (mélange de clubs et d'équipes nationales, la compétition étant remportée par l'équipe de MLS des Tampa Bay Mutiny).
En 2011, le stade est rénové pour accueillir le club de football du River Plate Puerto Rico.

## Événements
- 1979 : VIIIe Jeux panaméricains.
- 2000 : Tournoi de football international du Torneo de Copa de Puerto Rico.

## Galerie

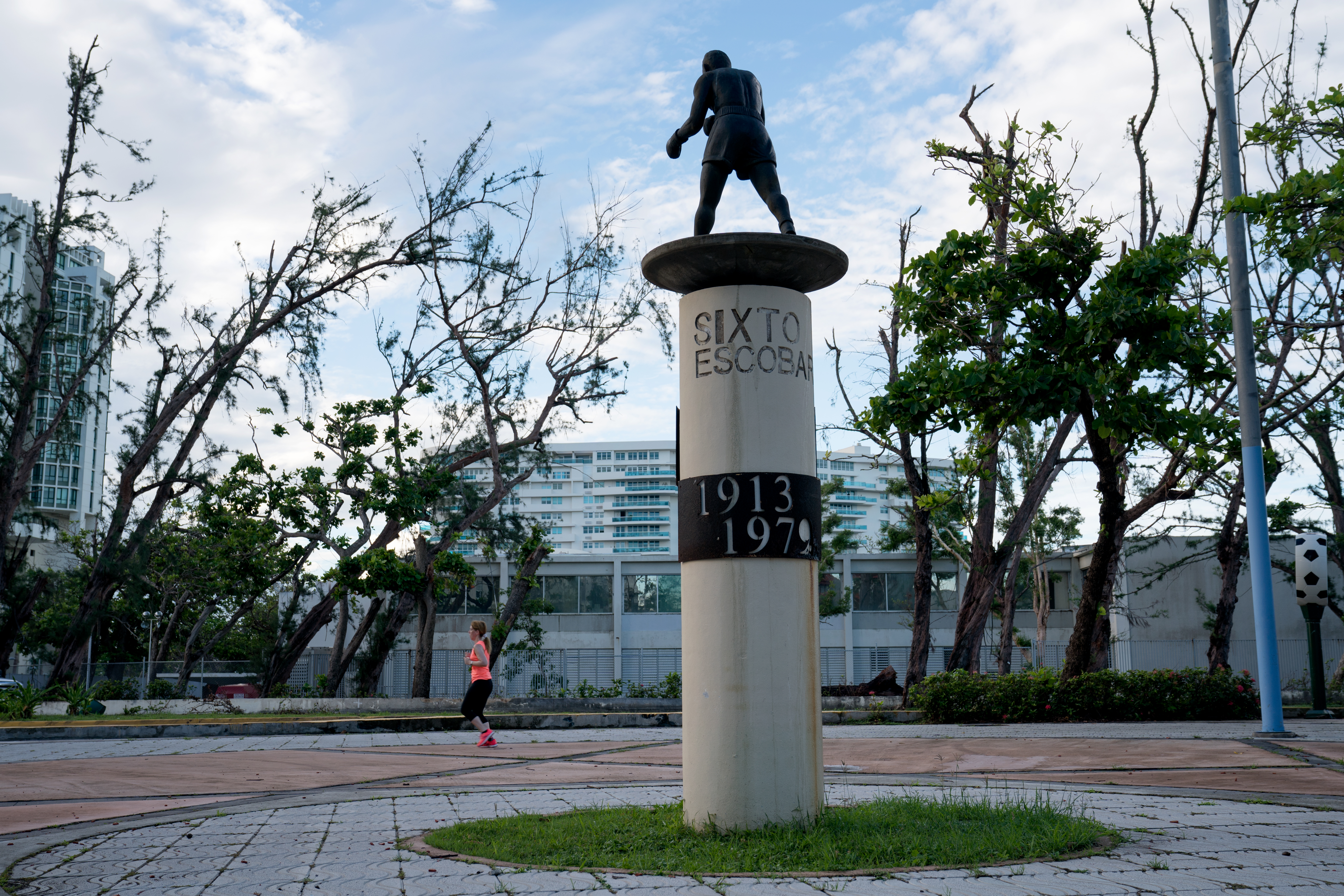
Statue de Sixto Escobar devant le stade